# Championnats du monde de course en ligne de canoë-kayak de 1990
Navigation
Édition précédente Édition suivante
Les vingt-troisièmes championnats du monde de course en ligne de canoë-kayak se sont déroulés à Poznań (Pologne) en 1990.

## Podiums

### Hommes

#### Canoë
| Epreuve     | Or                                                                            | Temps | Argent                                                              | Temps | Bronze                                                                 | Temps |
| C-1 500 m   | Mikhail Silvinskiy (URS)                                                      |       | Thomas Zereske (GDR)                                                |       | Martin Marinov (BUL)                                                   |       |
| C-1 1000 m  | Ivan Klementiev (URS)                                                         |       | György Zala (HUN)                                                   |       | Thomas Zereske (GDR)                                                   |       |
| C-1 10000 m | Zsolt Bohács (HUN)                                                            |       | Jan Bartunek (TCH)                                                  |       | Ivan Klementiev (URS)                                                  |       |
| C-2 500 m   | Union soviétique Viktor Reneisky Nicolae Juravschi                            |       | Allemagne de l'Est Ulrich Papke Ingo Spelley                        |       | Hongrie Attila Pálizs György Zala                                      |       |
| C-2 1000 m  | Allemagne de l'Est Ulrich Papke Ingo Spelley                                  |       | Roumanie Gheorghe Andriev Vasile Lehaci                             |       | Union soviétique Aleksandr Gramovich Yuriy Gurin                       |       |
| C-2 10000 m | Danemark Arne Nielsson Christian Frederiksen                                  |       | Roumanie Gheorghe Andriev Vasile Lehaci                             |       | Union soviétique Andrey Balabanov Viktor Dobrotvorskiy                 |       |
| C-4 500 m   | Union soviétique Viktor Reneisky Nicolae Juravschi Yuriy Gurin Valeriy Veshko |       | Hongrie Zsolt Bohács Ervin Hoffmann Gusztáv Leikep Attila Szabó     |       | Bulgarie Nikolay Bukhalov Traicho Draganov Paisiy Lubenov Dejan Slavov |       |
| C-4 1000 m  | Union soviétique Yuriy Gurin Nicolae Juravschi Viktor Reneisky Valeriy Veshko |       | Hongrie Gáspár Boldizsár Ervin Hoffmann Gusztáv Leikep Attila Szabó |       | Bulgarie Nikolay Bukhalov Traicho Draganov Paisiy Lubenov Dejan Slavov |       |

#### Kayak
| Epreuve     | Or                                                                                   | Temps | Argent                                                                                     | Temps | Bronze                                                                     | Temps |
| K-1 500 m   | Sergey Kaleshink (URS)                                                               |       | Mike Herbert (USA)                                                                         |       | Martin Hunter (AUS)                                                        |       |
| K-1 1000 m  | Knut Holmann (NOR)                                                                   |       | Maciej Freimut (POL)                                                                       |       | Philippe Boccara (FRA)                                                     |       |
| K-1 10000 m | Philippe Boccara (FRA)                                                               |       | Greg Barton (USA)                                                                          |       | Torsten Krentz (GDR)                                                       |       |
| K-2 500 m   | Union soviétique Sergey Kaleshink Anatoliy Tishchenko                                |       | États-Unis Mike Herbert Terry Kent                                                         |       | Allemagne de l'Est Kay Bluhm Torsten Gutsche                               |       |
| K-2 1000 m  | Allemagne de l'Est Kay Bluhm Torsten Gutsche                                         |       | Union soviétique Vladimir Bobrezhov Arturas Veta                                           |       | Hongrie Gábor Szabó Béla Petrovics                                         |       |
| K-2 10000 m | Royaume-Uni Grayson Burne Ivan Lawler                                                |       | Nouvelle-Zélande Ian Ferguson Paul MacDonald                                               |       | Union soviétique Boris Danilov Vladimir Mozeiko                            |       |
| K-4 500 m   | Union soviétique Oleg Gorobiy Sergey Kirsanov Aleksandr Matushenko Viktor Pusev      |       | Allemagne de l'Est Matthias Hoppe Uwe Münch Andreas Stähle André Wohllebe                  |       | Hongrie Attila Ábrahám Ferenc Csipes Gyula Kajner Béla Petrovics           |       |
| K-4 1000 m  | Hongrie Attila Ábrahám Ferenc Csipes László Fidel Zsolt Gyulay                       |       | Union soviétique Sergey Kaleshink Sergei Kirsanov Aleksandr Matushenko Anatoliy Tishchenko |       | Allemagne de l'Est Kay Bluhm Torsten Gutsche Tostern Krentz André Wohllebe |       |
| K-4 10000 m | Union soviétique Dmitriy Bankovskiy Vladimir Bobreshov Aleksandr Mizgin Arturas Veta |       | Pologne Andrzej Gajewski Andrzej Gryczko Grzegorz Kaleta Mariusz Rutkowski                 |       | Suède Gunar Olsson Hans Olsson Peter Orbanm Kalle Sundquist                |       |

### Femmes

#### Kayak
| Epreuve    | Or                                                                        | Temps | Argent                                                       | Temps | Bronze                                                                           | Temps |
| K-1 500 m  | Josefa Idem (ITA)                                                         |       | Yvonne Knudsen (DEN)                                         |       | Katrin Borchert (FRG)                                                            |       |
| K-1 5000 m | Katrin Borchert (FRG)                                                     |       | Josefa Idem (ITA)                                            |       | Irina Salomykova (URS)                                                           |       |
| K-2 500 m  | Allemagne de l'Est Ramona Portwich Anke von Seck                          |       | Hongrie Eva Donusz Erika Mészáros                            |       | Allemagne de l'Ouest Katrin Borchert Monika Bunke                                |       |
| K-2 5000 m | Allemagne de l'Est Ramona Portwich Anke von Seck                          |       | Hongrie Eva Donusz Erika Mészáros                            |       | Union soviétique Katarin Koniovskala Nelly Korbukova                             |       |
| K-4 500 m  | Allemagne de l'Est Silke Bull Ramona Portwich Heike Rabenow Anke von Seck |       | Hongrie Eva Donusz Henirette Huber Rita Köbán Erika Mészáros |       | Allemagne de l'Ouest Marcella Bednar Katrin Borchert Monika Bunke Catrin Fischer |       |

## Tableau des médailles
| Rang  | Nation               | Or | Argent | Bronze | Total |
| ----- | -------------------- | -- | ------ | ------ | ----- |
| 1     | Union soviétique     | 9  | 2      | 6      | 17    |
| 2     | Allemagne de l'Est   | 5  | 3      | 4      | 12    |
| 3     | Hongrie              | 2  | 6      | 3      | 11    |
| 4     | Allemagne de l'Ouest | 1  | 0      | 3      | 4     |
| 5     | Danemark             | 1  | 1      | 0      | 2     |
| 6     | Italie               | 1  | 1      | 0      | 2     |
| 7     | France               | 1  | 0      | 1      | 2     |
| 8     | Norvège              | 1  | 0      | 0      | 1     |
| 9     | Royaume-Uni          | 1  | 0      | 0      | 1     |
| 10    | États-Unis           | 0  | 3      | 0      | 3     |
| 11    | Pologne              | 0  | 2      | 0      | 2     |
| 12    | Roumanie             | 0  | 2      | 0      | 2     |
| 13    | Tchécoslovaquie      | 0  | 1      | 0      | 1     |
| 14    | Nouvelle-Zélande     | 0  | 1      | 0      | 1     |
| 15    | Bulgarie             | 0  | 0      | 3      | 3     |
| 16    | Australie            | 0  | 0      | 1      | 1     |
| 17    | Suède                | 0  | 0      | 1      | 1     |
| Total | Total                | 22 | 22     | 22     | 66    |